# Спурий Тарпей
Спу́рий Тарпе́й (лат. Spurius Tarpeius; казнён не ранее 753 года до н. э.) — легендарный персонаж, командовавший цитаделью Рима при царе Ромуле.
Во время войны с сабинянами Ромул обвинил Спурия Тарпея и его дочь, Тарпею, в измене и приказал сбросить их с крутой скалы в юго-западной стороне Капитолийского холма, получившей название Тарпейской.
По другим указаниям, со скалы сбросили не Спурия, а Луция Тарпея — за выступление против царя Ромула.  Девица же Тарпея погибла под грудой щитов, как свидетельствуют все источники. О казни Спурия Тарпея  неизвестным методом упоминает тот же Плутарх в биографии Ромула из «Сравнительных жизнеописаний». При этом он ссылается на не дошедшие до нашего времени труды своих предшественников: «За измену был осуждён и Тарпей, изобличённый Ромулом, как пишет Юба II, ссылаясь на Гальбу Сульпиция».
Позднее с этой скалы римляне сбрасывали и других людей, обвинённых в государственных преступлениях.